# Брукфілд (Іллінойс)
Брукфілд (англ. Brookfield) — місто (англ. city) в США, в окрузі Кук штату Іллінойс. Населення — 19 476 осіб (2020).

## Географія
Брукфілд розташований за координатами 41°49′30″ пн. ш. 87°50′51″ зх. д. / 41.82500° пн. ш. 87.84750° зх. д. (41.825059, -87.847546).  За даними Бюро перепису населення США в 2010 році місто мало площу 7,95 км², з яких 7,93 км² — суходіл та 0,02 км² — водойми.

## Демографія
Згідно з переписом 2010 року, у селищі мешкало 18 978 осіб у 7423 домогосподарствах у складі 5003 родин. Густота населення становила 2387 осіб/км².  Було 7785 помешкань (979/км²).
Расовий склад населення:
| - 88,7 % — білих - 2,5 % — чорних або афроамериканців - 1,5 % — азіатів - 0,2 % — корінних американців - 4,8 % — осіб інших рас |

До двох чи більше рас належало 2,3 %. Частка іспаномовних становила 16,2 % від усіх жителів.
За віковим діапазоном населення розподілялося таким чином: 23,0 % — особи молодші 18 років, 64,4 % — особи у віці 18—64 років, 12,6 % — особи у віці 65 років та старші. Медіана віку мешканця становила 39,5 року. На 100 осіб жіночої статі у селищі припадало 93,9 чоловіків;  на 100 жінок у віці від 18 років та старших — 91,2 чоловіків також старших 18 років.
Середній дохід на одне домашнє господарство  становив 87 332 долари США (медіана — 74 875), а середній дохід на одну сім'ю — 101 860 доларів (медіана — 84 931). Медіана доходів становила 65 241 долар для чоловіків та 45 193 долари для жінок. За межею бідності перебувало 9,8 % осіб, у тому числі 14,6 % дітей у віці до 18 років та 3,1 % осіб у віці 65 років та старших.
Цивільне працевлаштоване населення становило 9494 особи. Основні галузі зайнятості: освіта, охорона здоров'я та соціальна допомога — 23,1 %, науковці, спеціалісти, менеджери — 11,8 %, роздрібна торгівля — 10,2 %, фінанси, страхування та нерухомість — 10,1 %.